# Regula Aebiová
Regula Aebiová (provdaná Anlikerová; * 12. listopadu 1965) je švýcarská sprinterka. Svou zemi reprezentovala při běhu na 200 metrů na Letních olympijských hrách v roce 1988 a probojovala se do semifinále. Kromě toho získala stříbrnou medaili na stejné vzdálenosti na halovém mistrovství Evropy v atletice 1989.

## Mezinárodní soutěže
| Rok                      | Soutěž                     | Místo                       | Umístění                 | Událost                  | Poznámky                 |
| Reprezentující Švýcarsko | Reprezentující Švýcarsko   | Reprezentující Švýcarsko    | Reprezentující Švýcarsko | Reprezentující Švýcarsko | Reprezentující Švýcarsko |
| ------------------------ | -------------------------- | --------------------------- | ------------------------ | ------------------------ | ------------------------ |
| 1983                     | Mistrovství Evropy juniorů | Schwechat, Rakousko         | 16.                      | 100 m                    | 12,41                    |
| 1983                     | Mistrovství Evropy juniorů | Schwechat, Rakousko         | 12.                      | 200 m                    | 24,46                    |
| 1988                     | Halové mistrovství Evropy  | Budapešť, Maďarsko          | 9.                       | 200 m                    | 23,751                   |
| 1988                     | Olympijské hry             | Soul, Jižní Korea           | 16.                      | 200 m                    | 23,33                    |
| 1989                     | Halové mistrovství Evropy  | Haag, Nizozemsko            | 2.                       | 200 m                    | 23,38                    |
| 1990                     | Halové mistrovství Evropy  | Glasgow, Spojené království | 6.                       | 200 m                    | 23,57                    |
| 1990                     | Mistrovství Evropy         | Split, Jugoslávie           | 6.                       | 4 × 400 m štafeta        | 3:29,94                  |
| 1992                     | Halové mistrovství Evropy  | Janov, Itálie               | 5.                       | 200 m                    | 23,69                    |
| 1994                     | Mistrovství Evropy         | Helsinki, Finsko            | 20.                      | 100 m                    | 11,68                    |
| 1994                     | Mistrovství Evropy         | Helsinki, Finsko            | 13.                      | 200 m                    | 23,50                    |
| 1994                     | Mistrovství Evropy         | Helsinki, Finsko            | 9.                       | 4 × 100 m štafeta        | 44,43                    |
| 1994                     | Mistrovství Evropy         | Helsinki, Finsko            | 6.                       | 4 × 400 m štafeta        | 3:28,78                  |

1Nestartovala v semifinále

## Osobní rekordy

### Venkovní
- 100 metrů – 11,59 (+0,1 m/s, Lausanne 1989)
- 200 metrů – 22,88 (-0,4 m/s, Zug 1988)
- 400 metrů – 56,70 (Lausanne 1985)

### Vnitřní
- 200 metrů – 23,26 (Magglingen 1990)